# Les Disciples à Saïs

Les Disciples à Saïs (titre original : Die Lehrlinge zu Sais) est un récit en prose de Novalis écrit en 1798 et publié dans la première édition des Œuvres de Novalis en 1802.

## Résumé
Le récit à la première personne fait parler un disciple découvrant l'enseignement fondamental de son maître sur la Nature. Il décrit d'abord son maître, puis les différentes conceptions de la nature qui amènent à s'y fondre ou au contraire à vouloir la dominer, enfin la perplexité du disciple face à « cette grande écriture chiffrée qu'on entrevoit partout ». Suit un récit dans le récit fait par le maître : Hyacinthe est heureux avec Rosenblütchen (Bouton-de-Rose), figure de la nature innocente, puis se détourne de ce bonheur pour chercher la vérité et, au bout de son parcours, parviendra à soulever le voile d'Isis, la sagesse de la nature... qui n'est autre que Rosenblütchen, sa bien-aimée ! À ce moment-là, Novalis écrit : « il se trouva devant la vierge céleste ! il souleva le léger, le brillant voile, et Fleur-de-rose fut dans ses bras ! » Trois disciples commentent alors par dissertation interposée les moyens de parvenir à embrasser la nature : la voie du penseur, la voie du poète et enfin la voie de l'homme simple, cette dernière étant la voie de l'amour, celle d'« une existence simple, quasi enfantine », celle de « ces enfants emplis d'amour ».

## Sur l'œuvre
Novalis nous offre une dissertation sur la Nature, sous forme de récit. La Nature y est un ensemble communicant, fluide, de multiples aspects qui se donne comme vérité supérieure par révélation. 
Ce court récit initiatique, où s'insèrent des références théosophiques, avec notamment la référence à Isis et Saïs participe d'une mode de romans francs-maçons égyptiens, qu'illustre par exemple La Flûte enchantée de Mozart.

L'anecdote centrale de Rosenblütchen-Isis est inspirée de Plutarque (40/120, biographe et moraliste grec) qui indique que sur le tombeau d'Isis on trouve l'inscription à l'origine de la légende du Voile d'Isis : 
« Je suis tout ce qui fut, ce qui est, ce qui sera et aucun mortel n’a encore osé soulever mon voile. »
Mais au-delà de cet épisode allégorique, le voile d'Isis est le symbole même de la quête : « Je veux, moi aussi, décrire de la sorte ma Figure ; et si, d'après l'inscription, aucun mortel ne soulève le voile, alors nous devons tâcher à nous faire immortels : Celui qui ne veut pas, celui qui n'a plus la volonté de soulever le voile, celui-là n'est pas un disciple véritable, digne d'être à Saïs. » Novalis préconise ainsi de surmonter l'interdiction de lever le voile de l'Isis-Nature, afin de dépasser les limites de la finitude humaine et atteindre un degré supérieur de complétude, l'accession au sublime et à l'infini.
Le récit à la première personne accentue l'aspect initiatique, même s'il laisse la place à plusieurs voix dans la deuxième partie du récit. La forme des dialogues-dissertations, quant à elle, est courante au XVIIIe siècle, comme en témoignent les Soirées de Saint-Pétersbourg de Joseph de Maistre.

## Éditions françaises
- Les Disciples à Saïs et les Fragments, trad. Maurice Maeterlinck, Bruxelles, Paul Lacomblez,  éd. 3, 1895, en ligne sur Gallica ; Paris, José Corti, 1992 (dernière édition).
- Les Disciples à Saïs, Hymnes à la nuit, Chants religieux, trad. Armel Guerne, Paris, Éditions Gallimard, coll. « Poésie », 1980.
- Les Disciples à Saïs (trad. Maurice Maeterlinck), Heinrich von Ofterdingen, in Romantiques allemands, Paris, Gallimard, coll. « La Pléiade », t. I, 1648 p.